# Сельские вести
«Сельские Известия» — украинская информационная газета, ориентированная на жителей деревень и сёл. Выпускается на украинском языке в Киеве.
По состоянию на 2020 год, имеет общий тираж 58 тыс. экземпляров.

## История

### Советский период
Первый выпуск газеты был выпущен 9 марта 1920 года в тогдашней столице Украины Харькове под названием «Крестьянская беднота» как журнал Центрального комитета Коммунистической партии Украины.
Газета неоднократно меняла своё название: в 1920—1921 годах выходила под названием «Крестьянская беднота», затем — как «Крестьянская правда» (1921—1925) и «Советская деревня» (1924—1932). В 1933—1934 годах издание носило название «Колхозная деревня». В 1949 году произошло объединение с газетами «Советский крестьянин» и «Животноводство Украины», после чего общее издание продолжило выход под прежним названием — «Колхозная деревня». Современное название — «Сельские известия» — было присвоено в апреле 1965 года.
Первым редактором газеты был журналист Николай Ищенко. Также, в редактуре принимал участие революционный поэт и писатель Василий Эллан-Блакитный.
С середины 1960-х годов на территории УССР широкое распространение получила русскоязычная центральная газета «Сельская жизнь» (основана в 1918 году), выпускавшаяся в Москве, а также одновременно печатавшаяся в Киеве, Харькове, Симферополе и Львове. На фоне этого в 1970 году её тираж приближался к миллиону экземпляров, в то время как украиноязычные «Сельские вести» в 1968 году распространялись в количестве лишь 390 тысяч копий. Это свидетельствует о значительном преобладании русскоязычной прессы среди сельского населения Украины в тот период.
Наиболее успешным для редакции «Сельских вестей» стал период 1980-х годов, когда тираж издания достигал 2,5 миллиона экземпляров. Редакторами тех был были: Александр Матийко, Василий Грузин, Юрий Моторный, Борис Полищук, Лариса Шахова, Михаил Лысенко, Анатолий Веретьохин, Ефим Заславский, Василий Калита, Владимир Сергийчук, Александр Горобец, Николай Пуговица, Василий Закревский и Елианд Гоц.

### Независимая Украина
В 2000 году правительство Украины при президенте Леониде Кучме подвергло газету политическому преследованию: её счета были заблокированы в течение восьми месяцев., издательство и газета подверглись целым рейдам со стороны налоговой милиции и только вмешательство иностранных правозащитных организаций, а также убийство оппозиционного журналиста Георгия Гонгадзе сумели остановить репрессии.
28 января 2004 года решением Шевченковского районного суда Киева выпуск газеты «Сельские вести» был прекращён в связи с жалобой Антифашистского комитета Украины, в частности публициста Александра Шлаена. Основанием стали две публикации, содержащие спорные высказывания в адрес еврейской общины, размещённые в номерах от 15 ноября 2002 года (№ 135) и 30 сентября 2003 года (№ 114). Однако уже 27 ноября того же года Апелляционный суд Киева отменил это решение, и издание было восстановлено.
В 2017 году газета стала первой сельской газетой в Украине по тиражу, опередив газету «Родное село Украина».
С 22 февраля 2022 года газета временно перестала издаваться, вообновив работу 7 мая 2022 года.

## Награды
23 января 2006 года президент Украины Виктор Ющенко подписал указ о присвоении главному редактору газеты «Сельские вести» Ивану Сподаренко звания «Герой Украины» с вручением ордена Государства.

## Названия
- «Крестьянская беднота» (1920—1921)
- «Крестьянская правда» (1921—1925)
- «Советская деревня» (1924—1932)
- «Колхозная деревня» (1933—1934)
- «Колхозник Украины» (1939—1949)
- «Колхозная деревня» (1949—1965)
- «Деревенские вести» (1965—н.в.)[4]

## Редакторы
- Калюжный Наум (1920—?)
- Шевченко Андрей (1941, 1943—1947 и 1949—1950)
- Щербак Семен (1947—1949)
- Сидоренко Александр (1950—1956 и 1958—1962)
- Прилюк Дмитрий (1956—1958)
- Ищенко Николай (1962—1973)
- Сподаренко Иван (1973—2009)
- Сподаренко Василий (2009—н.в.)